# Rochade in der Schachkomposition
Die Rochade ist ein beliebtes Element in der Schachkomposition, weil sie zusätzliche Möglichkeiten bei Konstruktion und Darstellung bestimmter Ideen eröffnet.

## Wann ist die Rochade erlaubt?
Zunächst ist die Frage zu stellen, ob und wann die Rochade in Schachkompositionen überhaupt erlaubt ist. Schließlich ging der Stellung in einer Schachkomposition kein Spiel voraus. Es wird aber gefordert, dass die Position theoretisch aus der Partieausgangsstellung hervorgegangen sein kann („Legalität“). Bei einer Retroanalyse kann grundsätzlich nicht ausgeschlossen werden, dass insbesondere die Türme bereits gezogen haben. Wenn ein solcher Beweis verlangt würde, wäre die Rochade in der Schachkomposition generell unmöglich.
Bei einem Treffen des International Problem Board, des Vorläufers der World Federation for Chess Composition, anlässlich von Schach-Olympia 1936 in München wurde auf Antrag Großbritanniens folgende Konvention beschlossen:
Die Rochade ist nur dann verboten, wenn bewiesen werden kann, dass in jeder zur Stellung führenden Partie König oder Turm bereits gezogen haben.
|   | a | b | c | d | e | f | g | h |   |
| 8 |   |   |   |   |   |   |   |   | 8 |
| 7 |   |   |   |   |   |   |   |   | 7 |
| 6 |   |   |   |   |   |   |   |   | 6 |
| 5 |   |   |   |   |   |   |   |   | 5 |
| 4 |   |   |   |   |   |   |   |   | 4 |
| 3 |   |   |   |   |   |   |   |   | 3 |
| 2 |   |   |   |   |   |   |   |   | 2 |
| 1 |   |   |   |   |   |   |   |   | 1 |
|   | a | b | c | d | e | f | g | h |   |

Lösung:
1. d6–d7 Kb6–c7
2. d7–d8D+ Kc7xd8
3. 0–0–0+!
Mit der Rochade als Angriffszug und gleichzeitig einem Doppelangriff gewinnt Weiß den Turm auf b2. Es lässt sich hier nicht nachweisen, dass König oder Turm bereits gezogen haben müssten, also ist die Rochade erlaubt.
Nicht 1. Td1? Th2! 2. d7 Th1+ 3. K bel. Txd1 4. Kxd1 Kc7 remis; auch nicht 1. 0–0–0? Ta2 2. Kb1 Ta8 remis.
|   | a | b | c | d | e | f | g | h |   |
| 8 |   |   |   |   |   |   |   |   | 8 |
| 7 |   |   |   |   |   |   |   |   | 7 |
| 6 |   |   |   |   |   |   |   |   | 6 |
| 5 |   |   |   |   |   |   |   |   | 5 |
| 4 |   |   |   |   |   |   |   |   | 4 |
| 3 |   |   |   |   |   |   |   |   | 3 |
| 2 |   |   |   |   |   |   |   |   | 2 |
| 1 |   |   |   |   |   |   |   |   | 1 |
|   | a | b | c | d | e | f | g | h |   |

Weiß setzt matt mittels 1. Tf1–a1 und 2. Ta1–a8#. Schwarz darf nicht rochieren, weil König oder Turm zuletzt gezogen haben müssen. 1. Tf1–f7? h7xg6!
Wenn der schwarze Bauer hingegen auf h6 steht, könnte der letzte schwarze Zug h7–h6 gewesen sein (und vorherige Züge von mittlerweile geschlagenen Figuren ausgeführt worden sein). Demnach wäre die Rochade nach 1. Tf1–a1? 0–0 legal; Weiß setzt dann mit 1. Tf1–f7 nebst 2. Tb7–b8# matt.
Lässt sich in einer Stellung beweisen, dass nur höchstens eine der beiden Seiten rochieren darf, so gilt der Grundsatz einer a-posteriori-Rechtfertigung nach dem Motto „Wer zuerst kommt, mahlt zuerst“. Man betrachte folgende Stellung:
|   | a | b | c | d | e | f | g | h |   |
| 8 |   |   |   |   |   |   |   |   | 8 |
| 7 |   |   |   |   |   |   |   |   | 7 |
| 6 |   |   |   |   |   |   |   |   | 6 |
| 5 |   |   |   |   |   |   |   |   | 5 |
| 4 |   |   |   |   |   |   |   |   | 4 |
| 3 |   |   |   |   |   |   |   |   | 3 |
| 2 |   |   |   |   |   |   |   |   | 2 |
| 1 |   |   |   |   |   |   |   |   | 1 |
|   | a | b | c | d | e | f | g | h |   |

Angenommen, in dieser Stellung ist die weiße Rochade legal; dann hat der weiße König noch nicht gezogen. Der Th1 hätte dann die rechte untere Ecke nicht verlassen können, also muss er geschlagen worden sein. In diesem Fall entstand der weiße Turm auf d3 durch Umwandlung. Der weiße Bauer, der sich in einen Turm verwandelt hat, konnte sich nicht bis nach g8 durchschlagen haben: Denn dafür hätten dieser Bauer, der Bb4 und der Bf6 zusammen sieben Schlagzüge ausführen müssen – es fehlen aber nur sechs schwarze Steine. Der Bauer wurde also auf e8, auf f8 oder am Damenflügel  in einen Turm umgewandelt. Bei Umwandlung am Damenflügel hätte der neu entstandene weiße Turm die linke obere Ecke nur über d8 verlassen können. In jedem dieser Fälle muss sich dann der schwarze König zwischenzeitlich von e8 entfernt haben. Wenn Weiß also rochieren darf, darf Schwarz nicht mehr rochieren. Nimmt man umgekehrt an, dass Schwarz noch rochieren darf, muss der weiße König gezogen haben, um den weißen Turm h1 aus seiner Ecke zu entlassen; in diesem Fall darf Weiß nicht mehr rochieren.
Die Lösung der Aufgabe ist 1. 0–0–0 nebst 2. d2xc3 und 3. Td3–d8#, wogegen sich Schwarz ohne Rochade nicht wehren kann (Ke8–f8 wird immer mit Td3–d8 beantwortet). Nach 1. d2xc3? wäre hingegen 1. … 0–0 möglich.

## Irreversibilität der Rochade
Neben Bauern- und Schlagzügen, die die Stellung unwiderruflich verändern, ist die Rochade der einzige Zug, der nicht rückgängig gemacht werden kann. Auch das ist ein Thema in Schachkompositionen:
|   | a | b | c | d | e | f | g | h |   |
| 8 |   |   |   |   |   |   |   |   | 8 |
| 7 |   |   |   |   |   |   |   |   | 7 |
| 6 |   |   |   |   |   |   |   |   | 6 |
| 5 |   |   |   |   |   |   |   |   | 5 |
| 4 |   |   |   |   |   |   |   |   | 4 |
| 3 |   |   |   |   |   |   |   |   | 3 |
| 2 |   |   |   |   |   |   |   |   | 2 |
| 1 |   |   |   |   |   |   |   |   | 1 |
|   | a | b | c | d | e | f | g | h |   |

1. Lb7–c6 erzwingt Matt im nächsten Zug.
Thematische Variante:
1. … 0–0–0 2. Lc6–b7# – Weiß kann seinen Zug zurücknehmen, Schwarz jedoch nicht.
Nebenvarianten:
1. … d7xc6 2. Sa6–c7#
1. … Ta8–d8 2. Sa6–c7#
1. … Te6xc6 2. Dd5–g8#
1. … Te6–d6 2. Dd5–g8#
1… (…) 2. Dd5xd7#

## Doppelte Feldräumung
Die Rochade ist neben dem Schlagen en passant der einzige Zug, durch den zwei Felder gleichzeitig geräumt (d. h. für andere eigene Figuren zugänglich gemacht) werden können. Auch das wurde bereits in künstlerischer Form dargestellt.
|   | a | b | c | d | e | f | g | h |   |
| 8 |   |   |   |   |   |   |   |   | 8 |
| 7 |   |   |   |   |   |   |   |   | 7 |
| 6 |   |   |   |   |   |   |   |   | 6 |
| 5 |   |   |   |   |   |   |   |   | 5 |
| 4 |   |   |   |   |   |   |   |   | 4 |
| 3 |   |   |   |   |   |   |   |   | 3 |
| 2 |   |   |   |   |   |   |   |   | 2 |
| 1 |   |   |   |   |   |   |   |   | 1 |
|   | a | b | c | d | e | f | g | h |   |

Die weiße Dame könnte entlang der Diagonalen h1–a8 oder e1–a5 matt setzen, weil Schwarz wegen Zugzwang einen Bauer zu ziehen hat. Damit beide Varianten funktionieren, sind die Felder e1 und h1 gleichzeitig zu räumen: 1. 0–0, und nun 1. … b4–b3 2. Dh4–e1! nebst 3. De1–a5# oder 1. … c6–c5 2. Dh4–h1! nebst 3. Dh1–a8#.

## Scherzaufgabe mit mehr als zwei verschiedenen Rochaden
|   | a | b | c | d | e | f | g | h |   |
| 8 |   |   |   |   |   |   |   |   | 8 |
| 7 |   |   |   |   |   |   |   |   | 7 |
| 6 |   |   |   |   |   |   |   |   | 6 |
| 5 |   |   |   |   |   |   |   |   | 5 |
| 4 |   |   |   |   |   |   |   |   | 4 |
| 3 |   |   |   |   |   |   |   |   | 3 |
| 2 |   |   |   |   |   |   |   |   | 2 |
| 1 |   |   |   |   |   |   |   |   | 1 |
|   | a | b | c | d | e | f | g | h |   |

Falls die Schachregeln nicht festschreiben, dass der rochierende König und Turm auf derselben Reihe stehen müssen (offiziell ist das der Fall, in vielen Formulierungen nicht), so kann auch die Rochade mit einem Umwandlungsturm auf e8 als legal betrachtet werden. Hierzu wurden mehrere Scherzaufgaben komponiert, die erste 1907 vom Dänen Conrad Staugaard, weshalb die Rochade heute nach ihm als Staugaard-Rochade bezeichnet wird. Tim Krabbé veröffentlichte 1972, nachdem angeblich sein Freund Max Pam den (für lange Zeit vergessenen) Zug entdeckt hatte, eine Aufgabe mit drei Rochaden. Krabbé benannte den Zug Pam-Krabbé-Rochade.
1. e6–e7 droht 2. e7–e8D+ und 3. De8–e2#. Die Themavarianten sind:
1. … g4xf3 2. e7–e8D+ Ke3–d3 3. 0–0–0#
1. … d5–d4 2. e7–e8D+ Ke3xf3 (bzw. Ke3–d3) 3. 0–0# (bzw. 0–0–0#)
1. … Ke3xf3 2. e7–e8T! Kf3–g2 3. 0–0–0–0#
1. … Ke3–d3 2. e7–e8T! Kd3–c2 3. 0–0–0–0#
Bei der besagten Staugaard-Rochade wird der weiße König auf e3 gestellt, der Turm von e8 auf e2.

## Schach960
Die Schach960-Rochaderegeln erlauben weitere Effekte für die Schachkomposition. Zum einen sieht man einer Diagrammstellung nicht ohne weiteres an, aus welcher der 960 Ausgangsstellungen sie hervorgegangen ist, die Konvention, dass die Rochade erlaubt ist, wenn ihre Zulässigkeit nicht widerlegt werden kann, gilt jedoch auch hier. Ein Beispiel für das Spiel mit der Legalität der weißen und schwarzen g-Rochade findet sich unter Schach960#Schachkomposition.
Zum anderen bieten Rochaden im Schach960 auch jenseits retroanalytischer Überlegungen Neues für Kompositionen. Im folgenden Beispiel wird eine durch Zugzwang herbeigeführte Rochade gezeigt, die im Standardschach nicht möglich ist.
|   | a | b | c | d | e | f | g | h |   |
| 8 |   |   |   |   |   |   |   |   | 8 |
| 7 |   |   |   |   |   |   |   |   | 7 |
| 6 |   |   |   |   |   |   |   |   | 6 |
| 5 |   |   |   |   |   |   |   |   | 5 |
| 4 |   |   |   |   |   |   |   |   | 4 |
| 3 |   |   |   |   |   |   |   |   | 3 |
| 2 |   |   |   |   |   |   |   |   | 2 |
| 1 |   |   |   |   |   |   |   |   | 1 |
|   | a | b | c | d | e | f | g | h |   |

Weiß muss hier das eigene Matt erzwingen, spätestens im sechsten schwarzen Zug (Selbstmatt). In der Diagrammstellung sind auf beiden Seiten die g-Rochaden möglich, die in diesem Fall im Feldertausch des Königs und des Turms bestehen. Müsste Schwarz beginnen, hätte er nur zwei Zugmöglichkeiten, 1. … d5 und 1. … 0–0+. Im Fall der Rochade hätte der weiße König nur noch zwei Fluchtfelder; würden ihm diese genommen und auch alle Möglichkeiten zur Abwehr des Schachgebots durch Dazwischenstellen eines Steins beseitigt, wäre das Mattziel erreicht. Solange man aber damit beschäftigt ist, diese Hindernisse aus dem Weg zu schaffen, darf man Schwarz noch nicht zum Rochieren kommen lassen.
Also: 1. Lb1–a2! deckt das Zielfeld des Königs und verhindert die Rochade.
1. … d6–d5 2. La2xd5 d7–d6 3. Ld5–f7 d6–d5 4. Te3–e1 d5–d4. Das erste Fluchtfeld ist verstellt („geblockt“), und im nächsten Zug wird der schwarze Bauer auf d3 auflaufen und das zweite Fluchtfeld decken. Nun muss der Läufer noch so versteckt werden, dass er nicht auf der f-Linie dazwischenziehen kann. Da gibts nur eine Möglichkeit, die Rückkehr:
5. Lf7–a2 d4–d3 6. La2–b1! Zugzwang, Schwarz hat nurmehr die g-Rochade: 6. … 0–0 (sKg8, sTf8) matt.
Die Stellung wäre im klassischen Schach übrigens illegal, da der schwarze Läufer das Feld h8 nicht hätte erreichen können; im Schach960 hingegen nicht, da er dort einfach schon in der Ausgangsstellung stand.